# مزرعة حاج عابدين (غويجة بل)
مزرعة حاج عابدین (بالفارسية: مزرعه حاج‌عابدین) هي منطقة سكنية تقع في إيران في قسم غويجة بل الریفي. يقدر عدد سكانها بـ 97 نسمة .